# Veronika Bilgeri
Veronika Bilgeri (* 25. Januar 1966) ist eine ehemalige deutsche Rennrodlerin.
Veronika Bilgeri aus Gaißach war in der zweiten Hälfte der 1980er Jahre die erfolgreichste westdeutsche Rennrodlerin. Von 1986 bis 1988 war sie dreimal in Folge bundesdeutsche Meisterin. Höhepunkt der Karriere wurde das Jahr 1988. Bei den Olympischen Winterspielen 1988 in Calgary verpasste Bilgeri hinter Steffi Martin, Ute Oberhoffner und Cerstin Schmidt als Viertplatzierte um einen Platz eine Medaille. Bei der Rennrodel-Europameisterschaften 1988 in Königssee gewann sie als Zweitplatzierte hinter Oberhoffner die Silbermedaille. Zudem gewann sie gemeinsam mit Georg Hackl, Johannes Schettel, Kerstin Langkopf, Thomas Schwab und Wolfgang Staudinger den erstmals ausgetragenen Mannschaftswettbewerb.